# Distrito electoral de Freedom (condado de Hitchcock, Nebraska)
Freedom (en inglés: Freedom Precinct) es un distrito electoral ubicado en el condado de Hitchcock en el estado estadounidense de Nebraska. En el Censo de 2010 tenía una población de 37 habitantes y una densidad poblacional de 0,39 personas por km².

## Geografía
Freedom se encuentra ubicado en las coordenadas 40°2′47″N 101°9′16″O / 40.04639, -101.15444. Según la Oficina del Censo de los Estados Unidos, Freedom tiene una superficie total de 93.78 km², que corresponden a tierra firme.

## Demografía
Según el censo de 2010, había 37 personas residiendo en Freedom. La densidad de población era de 0,39 hab./km². De los 37 habitantes, Freedom estaba compuesto por el 100% blancos.